# Sjömansbiff

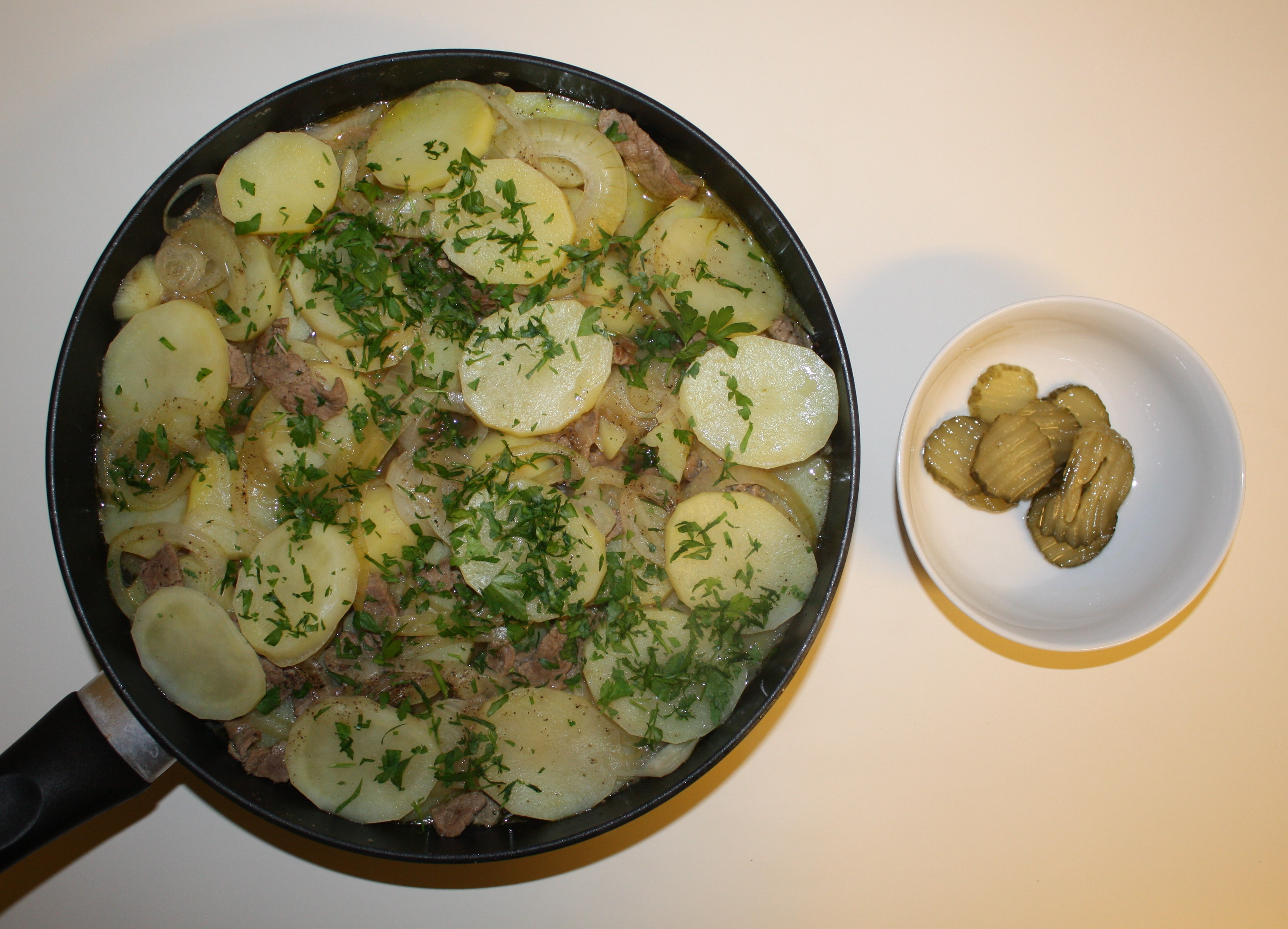
Sjömansbiff med inlagd gurka

Sjömansbiff är en maträtt som består av nötkött (eventuellt älgkött), lök och potatis kokat i mörkt öl, oftast porter. Rätten förekommer i olika varianter och ingår i den svenska husmanskosten.
Eventuellt kan köttet brynas först innan det läggs i grytan, varvat i lager med skivad potatis och lök. Anrättningen får sedan koka under lock i cirka 40 minuter. Den kan även tillagas i ugn istället för gryta. Sjömansbiffen garneras med klippt persilja och kan serveras med inlagd gurka eller inlagda rödbetor. Om önskas kan ölet ersättas med buljong. Om rätten görs på malet kött kallas den "dansk".
Namnet kommer av att sjömansbiff är en praktisk maträtt att laga ombord på båtar, då allt lagas i samma gryta. Förklaringen till att öl kom att användas till rätten var att friskt vatten inte alltid var tillgängligt till havs.
Begreppet sjömansbiff är känt sedan 1903.